# Érythème annulaire centrifuge
L'« Érythème annulaire centrifuge » (EAC) ou en latin médical  « Erythema Annulare Centrifugum »  est une rougeur congestive de la peau, diffuse ou localisée, s'effaçant à la vitropression (manifestation externe d'une vasodilatation), et l’une des formes d’érythèmes annulaires.
Cette « maladie » a été décrite durant la Première Guerre mondiale (en 1916) par un pathologiste et dermatologue réputé, Jean Ferdinand Darier.
La plupart des manuels de dermatologie s’accordent à en décrire deux formes, mais il y a un dissensus quant à leur nature : certains auteurs pensent qu’il s’agit de deux entités pathologiques différentes).  D’autres auteurs, allemands et autrichiens (Ziemer, K. Eisendle et B. Zelger) ont estimé en 2008 qu’il ne s’agit pas d’une entité clinicopathologique spécifique mais de formes de réaction de la peau qui doivent faire évoquer non pas deux mais trois entités pathologiques différentes : principalement le lupus érythémateux, une dermatite et dans certains cas un symptôme cutané de la maladie de Lyme,  dont l’agent (borrélies) peut parfois être mis en évidence au microscope lors des manifestations cutanées de cette borréliose.

## Causes
L’étiologie de cette maladie n’est pas clairement comprise (des infections virales ou bactériennes peuvent notamment être en cause, ainsi parfois que des allergies à des médicaments (par exemple possiblement à l’Amitriptyline (un antidépresseur tricyclique )  ou au Piroxicam  (un analgésique anti-inflammatoire) ou encore au GST (gold sodium thiomalate).

## Histoire médicale et terminologique
L’expression « Erythema Annulare Centrifugum » a été introduite  pour décrire une éruption de lésions annulaires grandissant rapidement, puis disparaissant après 1 ou 2 semaines, alors que de nouvelles lésions continuaient à se développer, cette évolution induisant un changement notable du motif formé par les lésions durant une période de 10 jours. Il nomme aussi cette pathologie « érythème papulo-circiné migrateur et chronique ».
Darier comparait les bords très fermes des lésions annulaires qu’il observait à un « cordon dur », mais ne notait pas de changements épidermiques.  Après 9 mois, l'éruption avait disparu aussi soudainement qu'elle avait commencé.
Du point de vue histopathologique, Darier décrit  « un épiderme normal et intact »  mais il remarque dans toute l'épaisseur du derme la présence d’infiltrats denses, périvasculaires, en manchon, principalement constitués de lymphocytes, et sans plasmocytes. Il considère qu’il s’agit d’une entité pathologique spécifique, qu’on peut différencier d’autres formes d’érythèmes et d'eczéma (« eczémalides papulo-circinées migratrices ») ou de dermatites lui ressemblant, mais présentant des spécificités cliniques histopathologiques différentes.

## Éléments de définition et classification dermatologique
En dermatologie, de nombreux problèmes conceptuels et de dermatopathologie sont liés à des ambiguïtés de terminologies et classifications en médecine, comme quand des mots imprécis sont utilisés (ou un même mot pour des maladies différentes, ou des mots différents pour une même maladie...).
Ceci vaut pour l'érythème annulaire centrifuge pour lequel on distingue généralement deux formes, l’une superficielle et l’autre profonde. Mais durant tout le XXe siècle, les dermatologues n’ont pas pu s’entendre sur les mots ou la description de base : on ignore d'ailleurs encore si ces deux formes sont ou ne sont pas l’expression d’un même processus biologique ou si leurs causes sont les mêmes, et si elles représentent des formes non spécifiques ou des entités clinico-pathologiques spécifiques.
Certains auteurs ont estimé qu’il existait une relation étroite entre l'érythème gyratum repens décrit en 1952 par Gamel (associé dans son cas à un cancer du poumon) et l'érythème annulaire centrifuge.  
Une étude publiée en 2003 a porté sur 82 échantillons (biopsies) prélevés chez 73 patients chez lesquels des diagnostics cliniques et histopathologiques d'érythème annulaire centrifuge ou d’autres formes proches (gyrate erythema, ou érythème figuré) avaient été portés, afin de comparer plus finement les données cliniques et histopathologiques disponibles. Les auteurs ont conclu à des différences substantielles entre le type tout à fait superficiel et les types caractérisés par un infiltrat profond. 
- Cliniquement, une collerette écailleuse  n'a été observée que dans les cas d’érythèmes annulaires centrifuges superficiels.
- Histopathologiquement, certaines caractéristiques étaient nettement plus fréquentes dans le type superficiel ; c’est le cas par exemple des spongioses, parakératoses, croûtes, œdèmes du derme papillaire, hyperplasies de l'épiderme) alors que d'autres caractéristiques étaient plutôt associées à l’érythème annulaire centrifuge profond (par exemple, une disposition en manchon de l'infiltrat, la présence de mélanophages, de subtils changements vacuolaires à la jonction dermo-épidermique, des kératinocytes nécrotiques individuels).

Selon ces auteurs, le diagnostic différentiel  peut donc maintenant différencier ces deux identités pathologiques, par l’observation clinique et histopathologique.  
La plupart des cas du type de profond évoquent des  signes subtils de lupus érythémateux disséminé, ce qui fait dire aux auteurs qu’il devrait porter un nom différent de la forme superficielle de  l'érythème annulaire centrifuge, nom qui devrait être réservé au type superficiel qui semble être une entité clinico-pathologique spécifique. 
Les formes profondes  (mais pas toutes) pourraient être des exemples annulaires tuméfiés de lupus érythémateux disséminé ; elles doivent donc selon ces auteurs être diagnostiquées de cette façon. Dans les cas où les observations ne plaident pas en faveur du diagnostic de lupus érythémateux disséminé, ces mêmes auteurs conseillent d'utiliser un terme descriptif approprié signalant la non-spécificité du cas (ex : érythème figuré profond).
Son n° de code est  « L53.1 » pour la Classification internationale des maladies ; CIM-10 Chapitre 12 : Maladies de la peau et du tissu cellulaire sous-cutané).